# Charles-Jean Baptiste Bonnin

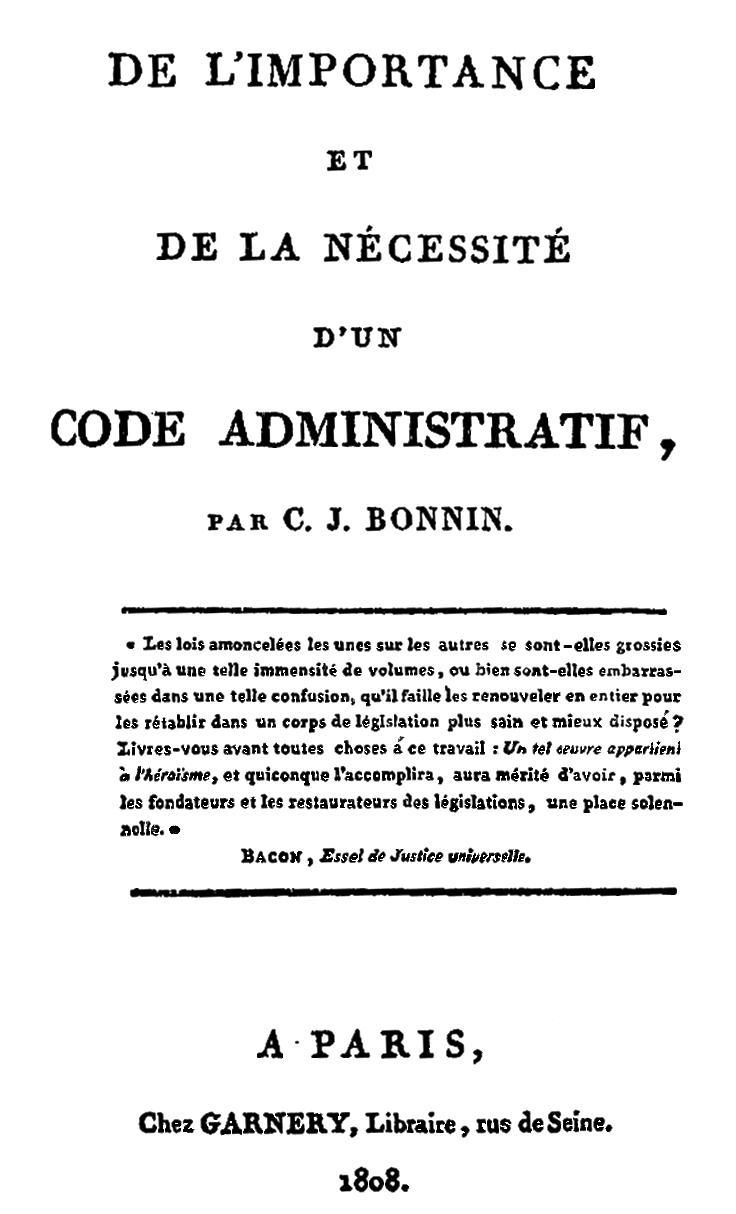
Da Importância e Necessidade de um Código Administrativo (obra de 1808).

Charles-Jean Baptiste Bonnin (Paris, 4 de outubro de 1772 — Paris, 12 de outubro de 1846) foi um pensador político e social e autor progressista dos tempos da Revolução Francesa e da primeira metade do século XIX. É considerado o fundador da ciência da administração pública e como precursor do direito público, do direito constitucional e do direito administrativo.